# Мамонов, Юрий Васильевич
Ю́рий Васи́льевич Мамо́нов (18 февраля 1958 — 11 июня 2022) — российский политик и предприниматель, депутат Государственной думы третьего созыва от фракции ЛДПР. Член Комитета ГД по энергетике, транспорту и связи.

## Биография
Родился в 1958 году в Московской области.
В 1980 году окончил Московский институт инженеров сельскохозяйственного производства им. В. П. Горячкина.
Был преподавателем, работал в ВЛКСМ и КПСС.
С 1988 по 1994 год был главным механиком, затем главным инженером опытного хозяйства «Ильинское».
В 1994 году занялся бизнесом, основал компанию «Олл Старз».
В 1999 году баллотировался в Государственную думу 3 созыва от ЛДПР, номер 2 Южного региона. Список был аннулирован Избиркомом.
В том же году был включен в т. н. «Блок Жириновского», созданный чтобы дисквалифицированная ЛДПР участвовала в выборах. Включен под номером 14 в Федеральный список блока. Избран депутатом Государственной думы.
Вошёл в комитет Государственной думы по энергетике, транспорту и связи, был заместителем председателя комитета. Был членом комиссии ГД по защите прав инвесторов.
С 2000 по 2003 год — депутат Государственной думы РФ.
11 июня 2022 года найден мёртвым в своём доме в Москве.